# Guettara
Guettara (în arabă القطارة) este o comună din provincia Djelfa, Algeria.
Populația comunei este de 9.926 de locuitori (2008).